# 海達雅·馬拉克
海達雅·馬拉克（Hedaya Malak，1993年4月21日—）是一名埃及跆拳道運動員，主攻女子57公斤級項目。她曾獲得2011年全非運動會女子57公斤級冠軍及2015年非洲運動會女子57公斤級亞軍。

## 外部連結
- taekwondodata.com （页面存档备份，存于）